# Inge Jochum
Ingeborg Jochum detta Inge (Lech, 10 ottobre 1946) è un'ex sciatrice alpina austriaca.

## Biografia
Sciatrice polivalente, debuttò in campo internazionale in occasione delle SDS-Rennen 1963 (Grindelwald, 8-11 gennaio), dove si classificò 14ª nella discesa libera, 18ª nello slalom gigante e non completò lo slalom speciale, ma un mese dopo si fratturò una gamba durante la discesa libera pre-olimpica di Innsbruck/Axams (17 febbraio); tornò alle gare nel gennaio del 1964, ma un nuovo infortunio la tenne nuovamente lontana dalle competizioni fino al gennaio del 1966: quell'anno si piazzò 3ª nello slalom speciale e nella combinata del trofeo Arlberg-Kandahar (Mürren, 11-13 marzo) e nello slalom gigante di Farellones (23 luglio) e partecipò ai Mondiali di Portillo 1966, sua unica presenza iridata, dove fu 21ª nello slalom gigante dell'11 agosto (l'unica gara nella quale prese il via).
Nel 1967 gareggiò nella prima stagione della Coppa del Mondo: esordì nella gara inaugurale del circuito femminile, lo slalom speciale di Oberstaufen del 7 gennaio (senza completare la prova), e conquistò il primo piazzamento il giorno successivo nella medesima località in slalom gigante (4ª): tale risultato sarebbe rimasto il migliore della Jochum in Coppa del Mondo, bissato il 19 marzo successivo a Vail nella medesima specialità.
Anche nella stagione 1967-1968 non poté gareggiare; in quella successiva ottenne l'ultimo piazzamento a punti in Coppa del Mondo, il 3 gennaio 1969 a Oberstaufen in slalom gigante (6ª), si classificò 3ª nello slalom gigante delle SDS-Rennen (Grindelwald, 8 gennaio), non valido per la Coppa, e prese per l'ultima volta il via in Coppa del Mondo, il 17 febbraio a Vysoké Tatry in slalom gigante (14ª). Si congedò dalle competizioni al termine di quella stessa stagione in occasione della Coppa dei Paesi alpini 1969 (Val-d'Isère, 27-29 marzo), dove si classificò 14ª nello slalom gigante e non completò lo slalom speciale; non prese parte a rassegne olimpiche.

## Palmarès

### Coppa del Mondo
- Miglior piazzamento in classifica generale: 12ª nel 1967

### Campionati austriaci
- 4 medaglie:
  -  1 oro (slalom gigante nel 1966)
  -  1 argento (combinata nel 1966)
  -  2 bronzi (slalom gigante, combinata nel 1967)[senza fonte]